# Grammetaria
Grammetaria är ett släkte av armfotingar. Grammetaria ingår i familjen Frieleiidae.
Kladogram enligt Catalogue of Life:
| Grammetaria | \| \| Grammetaria africana \| \| \| \| \| \| Grammetaria bartschi \| \| \| \| |
|             | \| \| Grammetaria africana \| \| \| \| \| \| Grammetaria bartschi \| \| \| \| |
|             | Abyssorhynchia                                                                |
|             |                                                                               |
|             | Compsothyris                                                                  |
|             |                                                                               |
|             | Frieleia                                                                      |
|             |                                                                               |
|             | Hispanirhynchia                                                               |
|             |                                                                               |
|             | Manithyris                                                                    |
|             |                                                                               |
|             | Neorhynchia                                                                   |
|             |                                                                               |
|             | Parasphenarina                                                                |
|             |                                                                               |
|             | Sphenarina                                                                    |
|             |                                                                               |
|             | Grammetaria africana                                                          |
|             |                                                                               |
|             | Grammetaria bartschi                                                          |
|             |                                                                               |

|  | Grammetaria africana |
|  |                      |
|  | Grammetaria bartschi |
|  |                      |